# Friedrich Koch (Politiker, 1870)
Friedrich Koch (* 20. Oktober 1870 in Mannheim; † 21. Februar 1938 in Heidelberg) war ein deutscher Jurist und Politiker.

## Leben
Als Sohn eines Zahnarztes geboren, diente Koch nach dem Besuch des Mannheimer Gymnasiums als Einjährig-Freiwilliger im 2. Badischen Grenadier-Regiment „Kaiser Wilhelm I.“ Nr. 110, zuletzt als Leutnant der Reserve. Im Anschluss an seine Dienstzeit studierte er Rechtswissenschaften in Heidelberg und Berlin. Während seines Studiums wurde er 1889 Mitglied der Burschenschaft Frankonia Heidelberg. Nach seinem Examen 1893 und Promotion 1894 zum Dr. iur. wurde er 1899 Amtsrichter in Mannheim und 1905 Oberamtsrichter. Er war Mitglied im Verein für Socialpolitik und Vorsitzender des Jungliberalen Landesverbandes. Von 1909 bis 1918 war er für die Nationalliberale Partei Abgeordneter in der Badischen Ständeversammlung. Später wurde er Amtsgerichtsdirektor.